# Kate Miller-Heidke
Kate Miller-Heidke (Brisbane, 16 november 1981) is een Australisch zangeres en actrice.

## Biografie
Miller-Heidke begon haar muzikale carrière in 2000 als lid van de groep Elsewhere. Twee jaar later besloot ze te gaan focussen op haar solocarrière. In 2004 bracht ze haar eerste album uit. Begin 2019 nam Miller-Heidke deel aan de Australische preselectie voor het Eurovisiesongfestival, Eurovision - Australia Decides. Met het nummer Zero gravity won ze de nationale finale, waardoor ze haar land mocht vertegenwoordigen op het Eurovisiesongfestival 2019 in het Israëlische Tel Aviv. Ze werd voor Australië negende in de finale.
Vanaf 2024 is ze een van de vier coaches in The Voice Australia.